# Melanie Safka
Melanie Safka, bekend als Melanie (New York, 3 februari 1947 – Nashville (Tennessee), 23 januari 2024) was een Amerikaans singer-songwriter, bekend van onder andere Look What They've Done to My Song, Ma, Lay Down (Candles in the Rain), Ruby Tuesday en Beautiful People.

## Biografie
Melanie Safka werd geboren in Astoria, een wijk in Queens in New York, als dochter van Fred en Polly Safka-Altamare. Op vijfjarige leeftijd maakte ze haar eerste plaatje, het in de stijl van Shirley Temple gezongen Give A Little Kiss.
Na de middelbare school trad ze met haar gitaar op in 'coffeehouses' in Greenwich Village. Overdag ging ze naar de 'American School of Drama'. Bij een auditie voor een toneelstuk liep ze de verkeerde deur in, waardoor ze op de jonge producer Peter Schekeryk stuitte, die haar vroeg wat te zingen. Hij was zo onder de indruk van haar stem en liedjes dat hij haar prompt een contract aanbood. In 1968 trouwde ze met hem. Ze kregen samen drie kinderen: Leilah, Jeordie en Beau-Jarred, die alle drie later ook muzikanten werden.
Gilbert Bécaud haalde Melanie naar Parijs, waar ze tussen de kamelen en revuedanseressen in het Olympia optrad. Ze schreef hier een nummer over: Tuning my guitar. Daarna trad ze in Nederland op bij Singing Europe en had ze haar eerste successen. Dezelfde zomer speelde ze op het Woodstock-festival (1969) waar het publiek kaarsen aanstak tijdens haar optreden. Het was de eerste keer dat dit gebeurde. Uiteindelijk werd dit gebruik verboden door de brandweer. Lay Down (Candles in the Rain) werd in Nederland een zomerhit. Look What They've Done to My Song, Ma is een ander bekend nummer. In 1970 moest ze een in Nederland gepland optreden wegens ziekte afzeggen. De organisatie van het evenement zag zich gedwongen een alternatief te verzinnen. Dit alternatief werd een popfestival in Geleen, dat later de eerste editie van Pinkpop zou blijken te zijn. Op 23 oktober 1983 trad ze op aan het einde van de grootste Belgische betoging ooit. Die zondag betoogden 400.000 mensen tegen de plaatsing van Amerikaanse en Russische kernraketten in West- en Centraal-Europa.
Melanie was niet de enige die profiteerde van haar muziek. De Britse groep The Wurzels nam in 1976 een parodie op van Melanies nummer Brand New Key, waarbij ze haar melodie behielden. Dat behaalde onder de titel The Combine Harvester de eerste plaats in de UK Singles Chart.
Melanie maakte sindsdien jaarlijks een album. De laatste jaren werd ze door haar zoon, Beau Jarred Schekeryk, begeleid op gitaar.
In juli 2004 kwam bij CNR haar cd Paled by Dimmer Light uit.
In 2005 werd haar lp Photograph, door velen beschouwd als haar meesterwerk, opnieuw uitgebracht als Double Exposure, met een bonus-cd van niet eerder uitgebrachte nummers.
In 2010 kwam de laatste door haar man Peter Schekeryk geproduceerde cd Ever Since You Never Heard of Me uit. In oktober 2010 overleed Schekeryk plotseling.
In 2012 werd een musical geschreven over Melanies leven met haar man, onder de naam Melanie and the Record Man. Deze musical werd een aantal weken opgevoerd in Rochester in New York, steevast voor uitverkochte zalen.
Op 23 januari 2024 overleed Melanie op 76-jarige leeftijd.

## Discografie

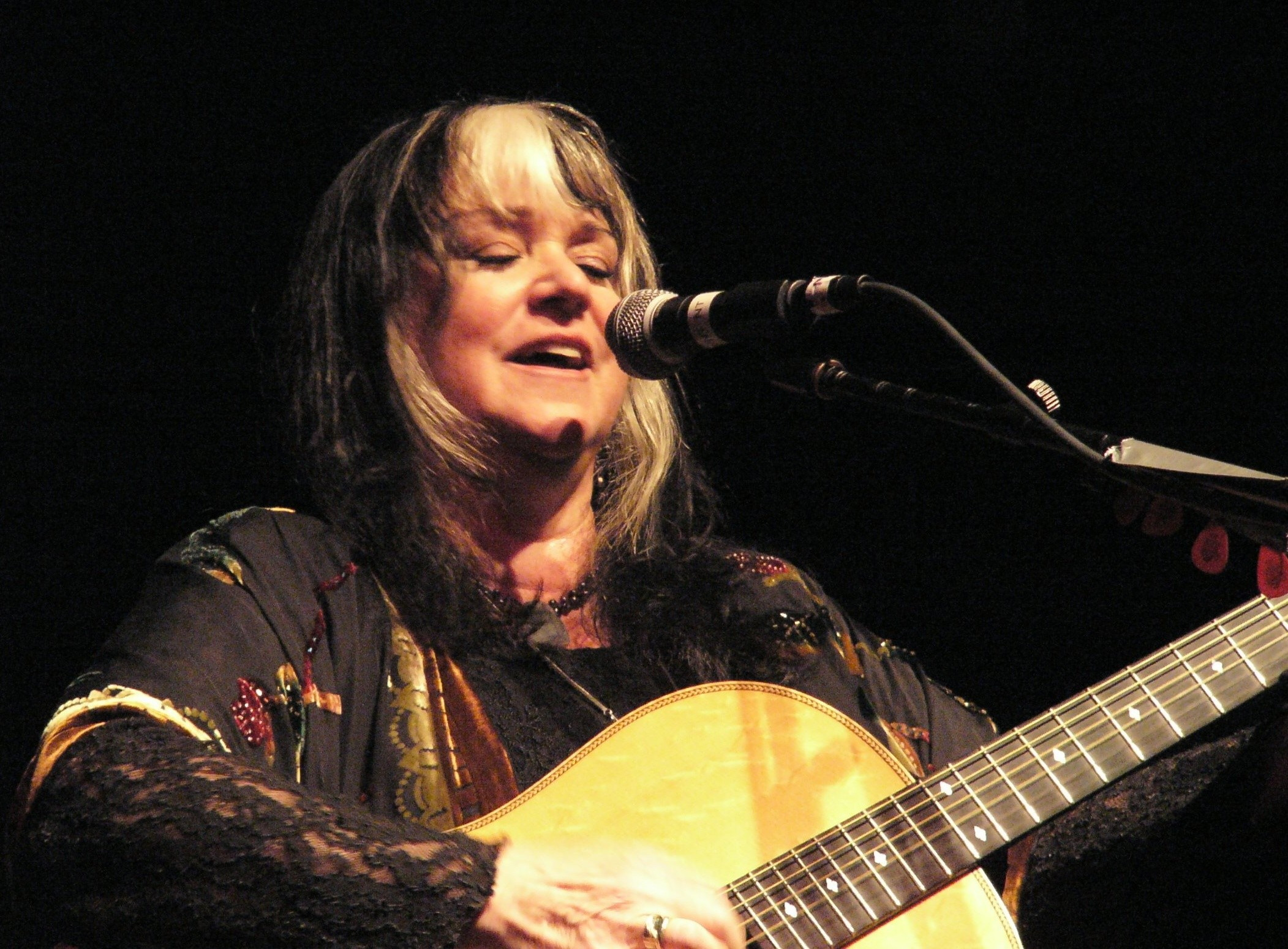
Melanie in 2005

### Albums
| Album met eventuele hitnotering(en) in de Nederlandse Album Top 100 | Datum van verschijnen | Datum van binnenkomst | Hoogste positie | Aantal weken | Opmerkingen      |
| ------------------------------------------------------------------- | --------------------- | --------------------- | --------------- | ------------ | ---------------- |
| Born to Be                                                          | 1968                  |                       | 8               | 16           |                  |
| Back in Town                                                        | 1968                  |                       | 3               | 18           |                  |
| Affectionately / Melanie                                            | 1969                  |                       | onb             |              | NL: Back in town |
| Melanie / Candles in the Rain                                       | 1970                  |                       | 4               | 9            |                  |
| Leftover Wine                                                       | 1970                  |                       | onb             |              |                  |
| RPM (Soundtrack)                                                    | 1970                  |                       | onb             |              |                  |
| All the Right Noises (Soundtrack)                                   | 1971                  |                       | onb             |              |                  |
| The Good Book                                                       | 1971                  |                       | onb             |              |                  |
| Gather Me                                                           | 1971                  |                       | onb             |              |                  |
| Live at Montreux                                                    | 1971                  |                       | onb             |              | Livealbum        |
| Garden in the City                                                  | 1971                  |                       | onb             |              |                  |
| Stoneground Words                                                   | 1972                  |                       | onb             |              |                  |
| Melanie at Carnegie Hall                                            | 1973                  |                       | onb             |              |                  |
| Please Love Me                                                      | 1973                  |                       | onb             |              |                  |
| Madrugada                                                           | 1974                  |                       | onb             |              |                  |
| As I See It Now                                                     | 1974                  |                       | onb             |              |                  |
| Sunset and Other Beginnings                                         | 1975                  |                       | onb             |              |                  |
| Photograph                                                          | 1976                  |                       | onb             |              |                  |
| Phonogenic / Not Just Another Pretty Face                           | 1978                  |                       | onb             |              |                  |
| Ballroom Streets                                                    | 1979                  |                       | onb             |              |                  |
| Arabesque                                                           | 1982                  |                       | onb             |              |                  |
| Seventh Wave                                                        | 1983                  |                       | onb             |              |                  |
| Am I Real or What                                                   | 1985                  |                       | onb             |              |                  |
| Melanie                                                             | 1987                  |                       | onb             |              |                  |
| Cowabonga                                                           | 1989                  |                       | onb             |              |                  |
| Precious Cargo                                                      | 1991                  |                       | onb             |              |                  |
| Freedom Knows My Name                                               | 1993                  |                       | onb             |              |                  |
| Silver Anniversary Unplugged                                        | 1993                  |                       | onb             |              |                  |
| Old Bitch Warrior                                                   | 1995                  |                       | onb             |              |                  |
| Unchained Melanie                                                   | 1996                  |                       | onb             |              |                  |
| Her Greatest Hits Live & New                                        | 1996                  |                       | onb             |              | Verzamelalbum    |
| Lowcountry                                                          | 1997                  |                       | onb             |              |                  |
| On Air                                                              | 1997                  |                       | onb             |              |                  |
| Antlers                                                             | 1997                  |                       | onb             |              |                  |
| Moments from My life                                                | 2002                  |                       | onb             |              |                  |
| Crazy Love                                                          | 2002                  |                       | onb             |              |                  |
| Paled by Dimmer Light                                               | 2004                  |                       | onb             |              |                  |
| Photograph Double Exposure                                          | 10-2005               |                       | onb             |              |                  |

### Singles
| Single met eventuele hitnotering(en) in de Nederlandse Top 40 | Datum van verschijnen | Datum van binnenkomst | Hoogste positie | Aantal weken | Opmerkingen                                   |
| ------------------------------------------------------------- | --------------------- | --------------------- | --------------- | ------------ | --------------------------------------------- |
| Bobo's Party                                                  | 1969                  |                       | tip             |              |                                               |
| Uptown downtown                                               | 1969                  |                       | tip             |              |                                               |
| Beautiful people                                              | 1969                  | 15-11-'69             | 9               | 9            |                                               |
| Lay down (Candles in the rain)                                | 1970                  | 07-03-'70             | 1(2wk)          | 13           | met Edwin Hawkins Singers                     |
| Ruby Tuesday                                                  | 1970                  |                       | tip             |              | B-kant: Look what they've done to my song, ma |
| Peace will come (According to plan)                           | 1970                  | 19-09-'70             | 6               | 10           |                                               |
| Stop! I don't wanna hear it anymore                           | 1970                  | 21-11-'70             | 10              | 7            |                                               |
| Brand New Key                                                 | 1972                  | 15-01-'72             | 9               | 6            |                                               |
| Do you believe                                                | 1973                  |                       | tip             |              |                                               |

### NPO Radio 2 Top 2000
| Nummers met noteringen in de NPO Radio 2 Top 2000 | '99 | '00  | '01 | '02 | '03 | '04 | '05  | '06  | '07  | '08  | '09  | '10  | '11  | '12  | '13  | '14  | '15  | '16  | '17  | '18  | '19  | '20  | '21 | '22  | '23  | '24  |
| ------------------------------------------------- | --- | ---- | --- | --- | --- | --- | ---- | ---- | ---- | ---- | ---- | ---- | ---- | ---- | ---- | ---- | ---- | ---- | ---- | ---- | ---- | ---- | --- | ---- | ---- | ---- |
| Beautiful People                                  | 528 | 508  | 624 | 438 | 548 | 574 | 485  | 545  | 648  | 554  | 603  | 585  | 706  | 654  | 674  | 982  | 1072 | 1163 | 1416 | 1155 | 1060 | 1200 | 980 | 1266 | 1358 | 1358 |
| Lay Down (met Edwin Hawkins)                      | 879 | 1070 | 928 | 781 | 809 | 861 | 996  | 1145 | 1350 | 1041 | 1587 | 1436 | 1586 | 1514 | 1636 | 1889 | -    | -    | -    | -    | -    | -    | -   | -    | -    | -    |
| Ruby Tuesday                                      | -   | -    | -   | -   | -   | -   | 1681 | 1283 | 1445 | 1790 | 1471 | 1574 | 1654 | 1755 | 1804 | -    | -    | -    | -    | -    | -    | -    | -   | -    | -    | -    |

1. ↑  Een '-' betekent dat het nummer niet was genoteerd en een vetgedrukt getal geeft de hoogste notering van een nummer aan.